# Limesmuseum Aalen

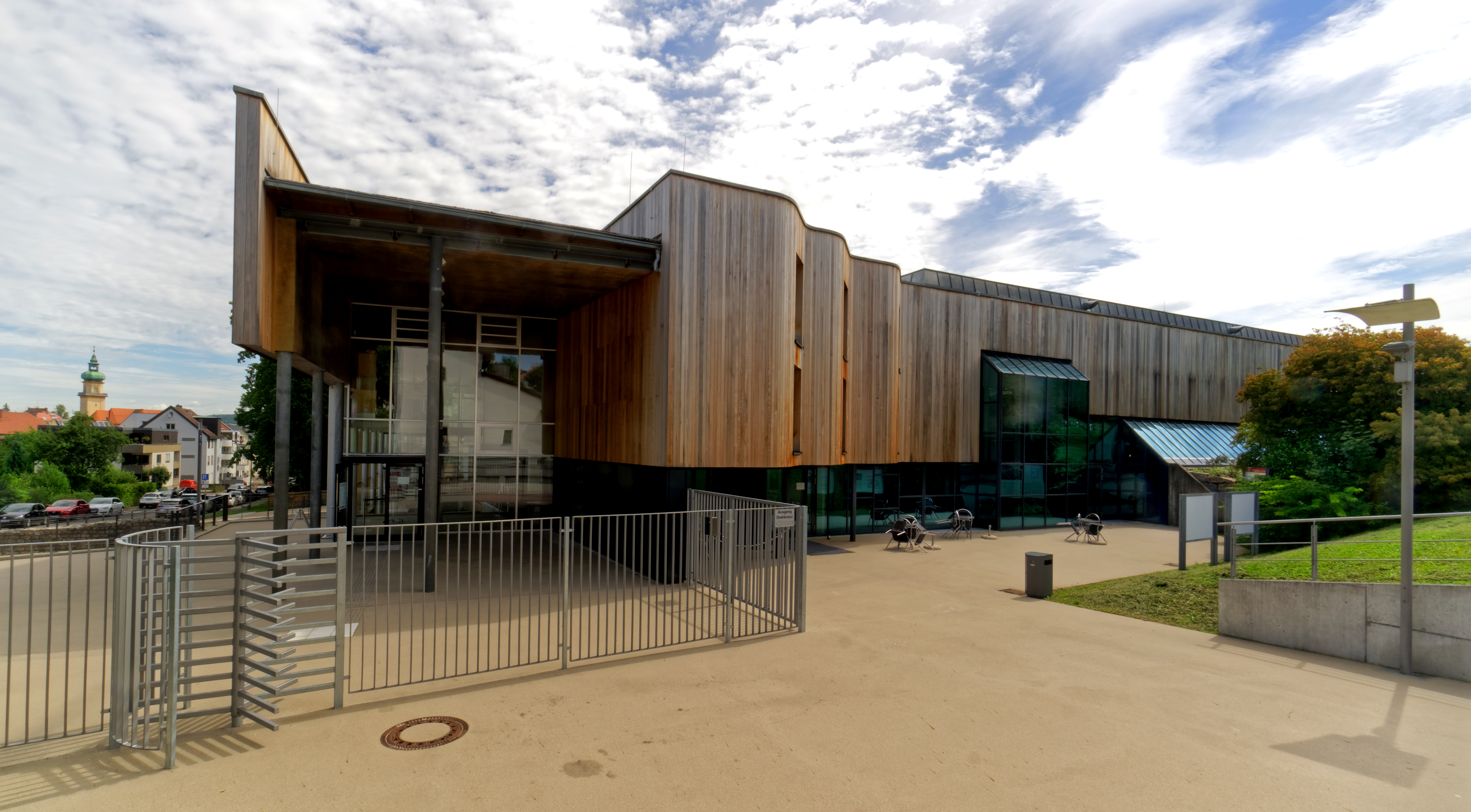
Das Limesmuseum aus dem Archäologischen Park gesehen

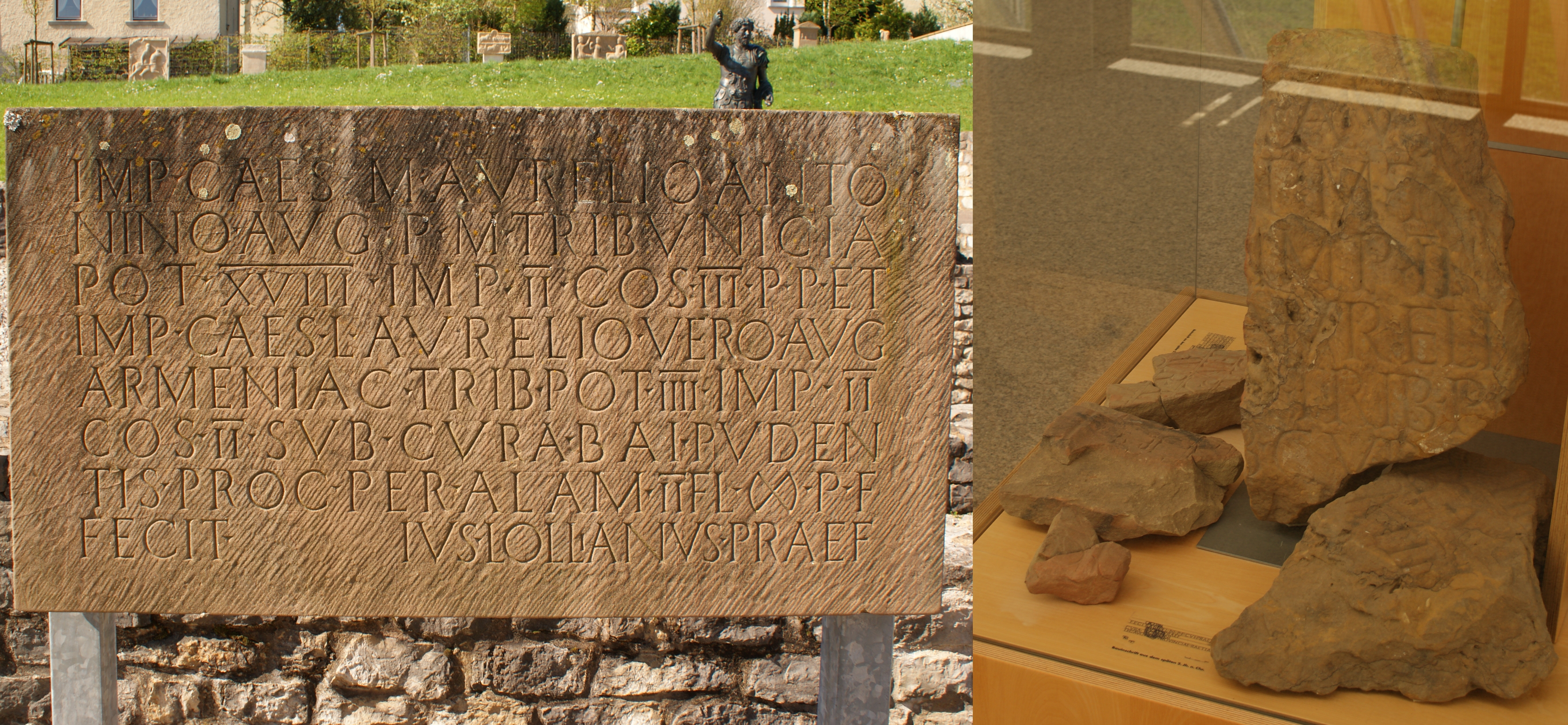
Bauinschrift 1 des Aalener Kastells

Das Limesmuseum Aalen ist ein archäologisches Museum mit einer angeschlossenen Außenanlage. Betrieben wird es von der Stadt Aalen, ist gleichzeitig aber ein Zweigmuseum des Archäologischen Landesmuseums Baden-Württemberg und eines der Informationszentren zum UNESCO-Welterbe „Obergermanisch-Raetischer Limes“.

## Geografische Lage
Das Museum liegt im baden-württembergischen Aalen. Es steht auf dem Gelände des mit etwa 6 Hektar größten römischen Reiterkastells nördlich der Alpen.

## Geschichte
Das Limesmuseum Aalen wurde 1964 als Zweigmuseum des Württembergischen Landesmuseums in Stuttgart eröffnet. Damit sollte neben dem Saalburgmuseum ein zweiter überregionaler Präsentationsort für die archäologischen Forschungen am Obergermanisch-Raetischen Limes entstehen. 1981 erhielt das Museum einen Erweiterungsbau. Parallel dazu wurde zwischen 1979 und 1986 das benachbarte Stabsgebäude des römischen Kastells ausgegraben und dessen Fundamente konserviert, wodurch das Freigelände des Museums entstand. 1999 wurde die Dauerausstellung zum ersten Mal neu gestaltet und das Foyer erweitert, um mehr Fläche für die Museumspädagogik zu schaffen. 2003 wechselte die Zuständigkeit für das Museum auf Landesseite vom Württembergischen Landesmuseum zum Archäologischen Landesmuseum Baden-Württemberg. Zwei Jahre darauf entstand an das Museum angeschlossen ein archäologischer Park auf dem mittleren Streifen des antiken Kastells.
Mit dem Eintrag des Obergermanisch-Raetischen Limes in das Welterbe der UNESCO 2005 wurde das Limesmuseum Aalen eines der Welterbe-Informationszentren und nahm weiteren Aufschwung mit steigenden Besucherzahlen bis zu 60.000 im Jahr. Zum erweiterten Angebot zählen auch zahlreiche Sonderausstellungen, die durchgeführt wurden.
Das in Teilen etwa 50 Jahre alte Museumsgebäude wurde ab 2016 für 8,5 Mio. € grundlegend – auch energetisch – saniert und die Dauerausstellung neu gestaltet. Dazu wurde es geschlossen, die Ausstellungsstücke im Zentralen Fundarchiv in Rastatt eingelagert. Am 24. Mai 2019 wurde es wiedereröffnet. Während der Schließung war als Zwischenlösung das „Interimsmuseum“ LIMU 16/18 eingerichtet.

## Ausstellung

### Im Gebäude

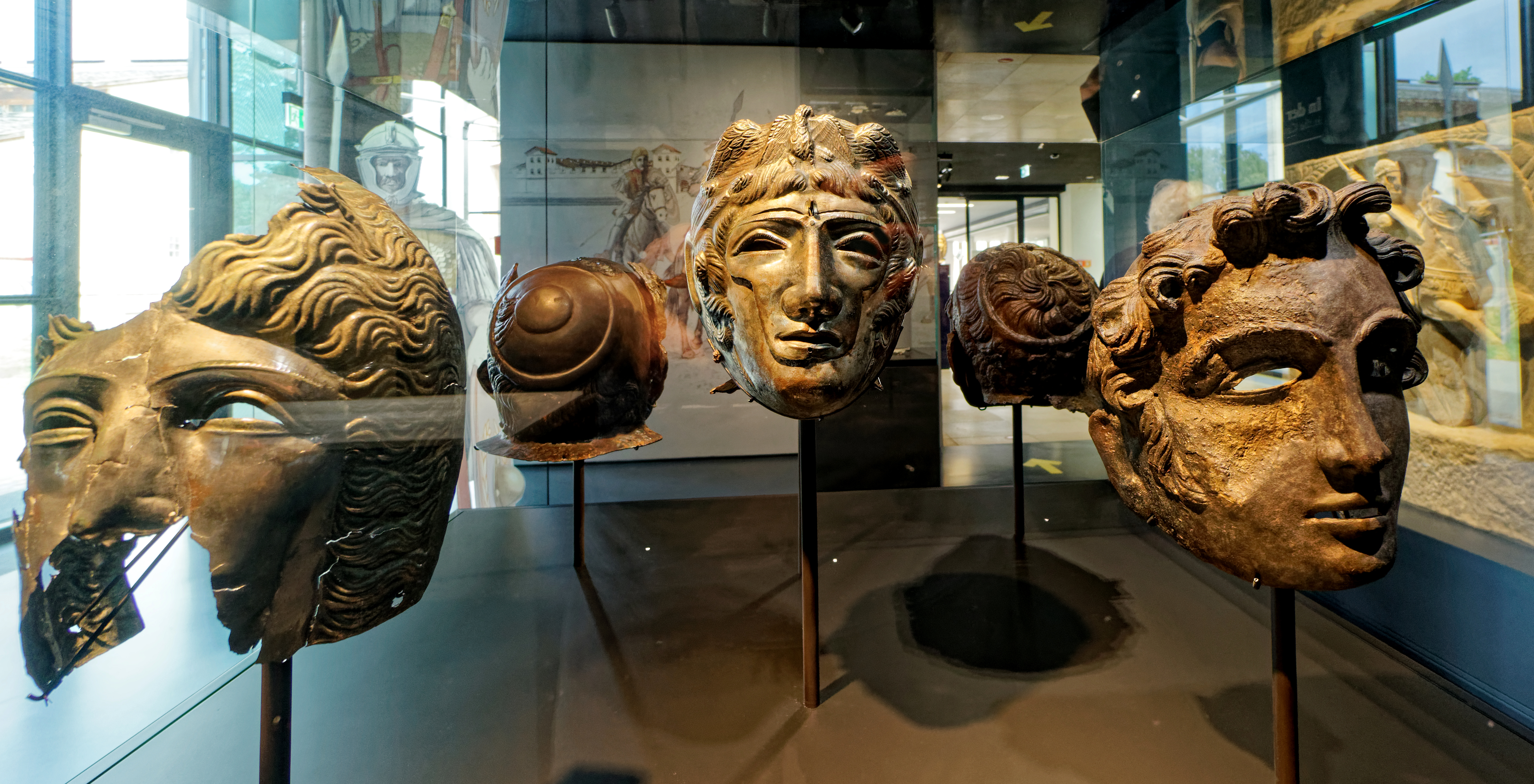
Sammlung Maskenhelme.

Der Schwerpunkt der Ausstellung im Erdgeschoss liegt auf den römischen Aktivitäten in Südwestdeutschland im 2. Jahrhundert n. Chr. und dem Kastell Aalen. Hier werden restaurierte Funde aus dem ehemaligen Kastell und dem zugehörigen Vicus ausgestellt. Gezeigt werden Haushaltsgegenstände, Schmuck, Keramik- und Metallgegenstände, aber auch zahlreiche Waffen aus römischer und alamannischer Zeit. Zu den Glanzstücken der Ausstellung zählen der Schatzfund aus dem Kastelldorf Buch und eine Nachbildung der Jupitergigantensäule von Walheim, die aufgrund ihrer Größe von etwa 6,50 m bis in das Obergeschoss ragt. In der Nähe zur Säule schließt eine Sammlung bedeutender Steindenkmäler an, darunter Weihesteine und Inschriften aus dem Limesgebiet. In einem mehrere Meter langen Zinnfiguren-Diorama wird ein Sommertag des Jahres 213 n. Chr. am rätischen Limes zur Zeit des Caracallafeldzugs dargestellt.
Die Dauerausstellung mit über 1.200 Originalfunden widmet sich im Eingangsbereich zunächst der Entwicklung des römischen Reiches. Dabei steht vor allem auch das Verhältnis zwischen Germanen und Römern und das Verständnis von Grenzen im Fokus. In den Haupträumen des Erdgeschosses lernen Besucher anhand von konkreten archäologischen Objekten interaktiv sieben Personen und deren Lebensumstände näher kennen, die vor 1.800 Jahren im römischen Aalen gelebt haben. Zahlreiche originalgetreue Repliken, Modelle und Multimediastationen ergänzen die Ausstellung. Es wird ein umfangreiches museumspädagogisches Programm angeboten.
Der zweite Teil der Ausstellung führt im Obergeschoss wieder aus der Römerzeit heraus in die Gegenwart. Hier werden zahlreiche archäologisch bedeutsame Stationen entlang der 164 km langen Strecke des Limes in Baden-Württemberg vorgestellt. Den Abschluss bildet ein Epilog, der den Blick weiten soll und das Thema „Grenzen“ mit ihrer Funktion, Intention und Wirkung anhand einiger Beispiele historischer wie auch aktueller Grenzen auf der Welt zeigt.

Ein Rundgang durch das Limesmuseum
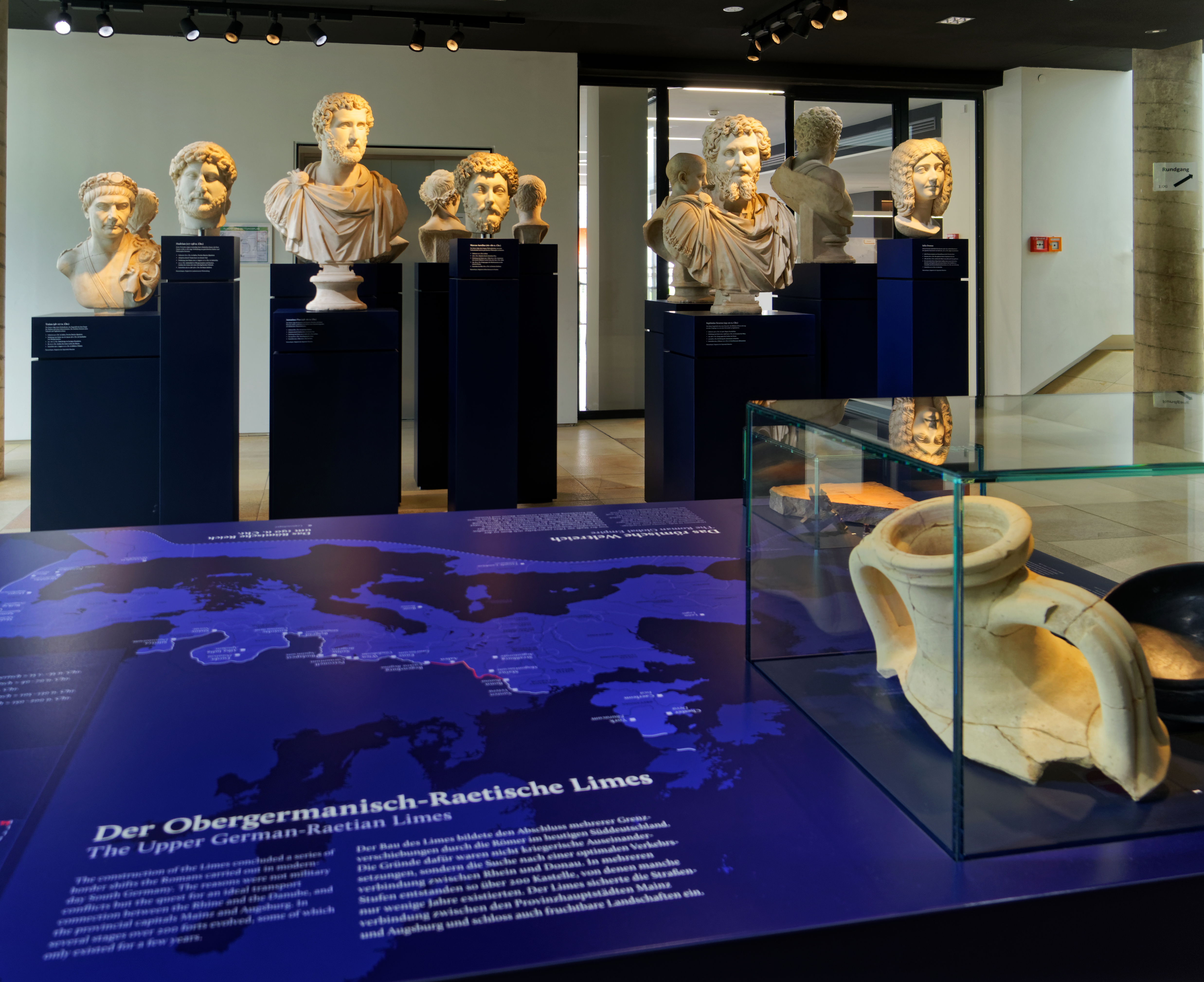
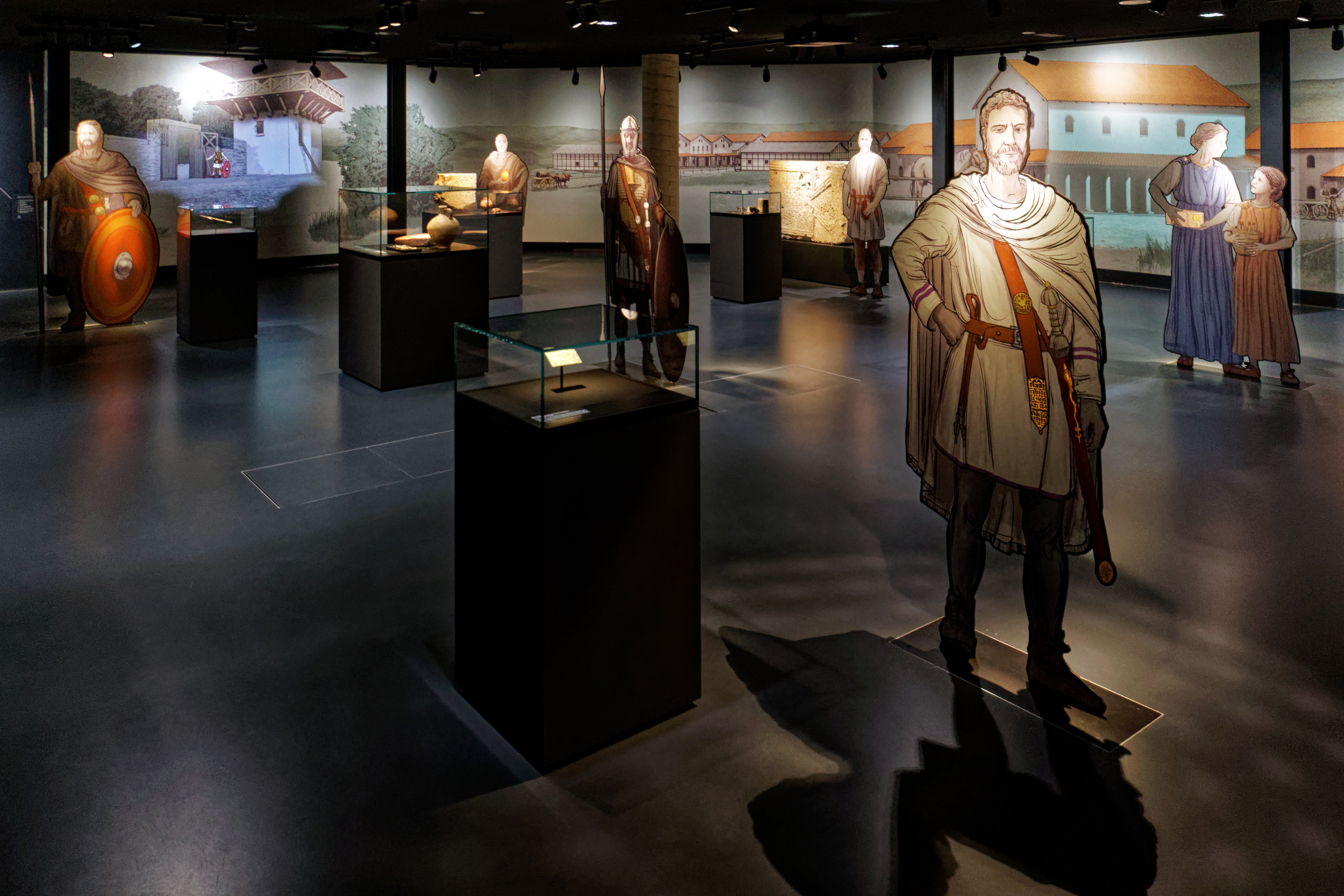
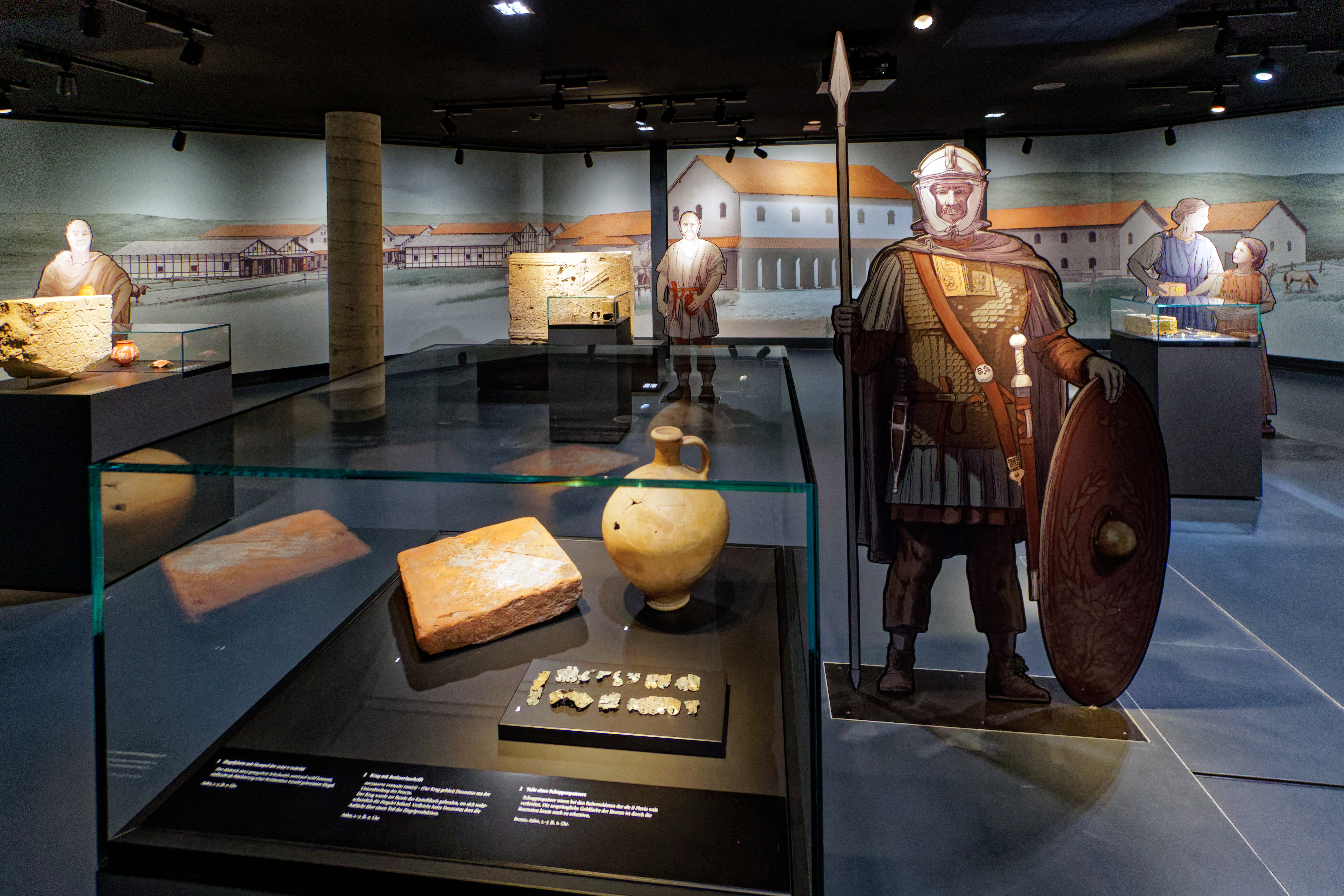
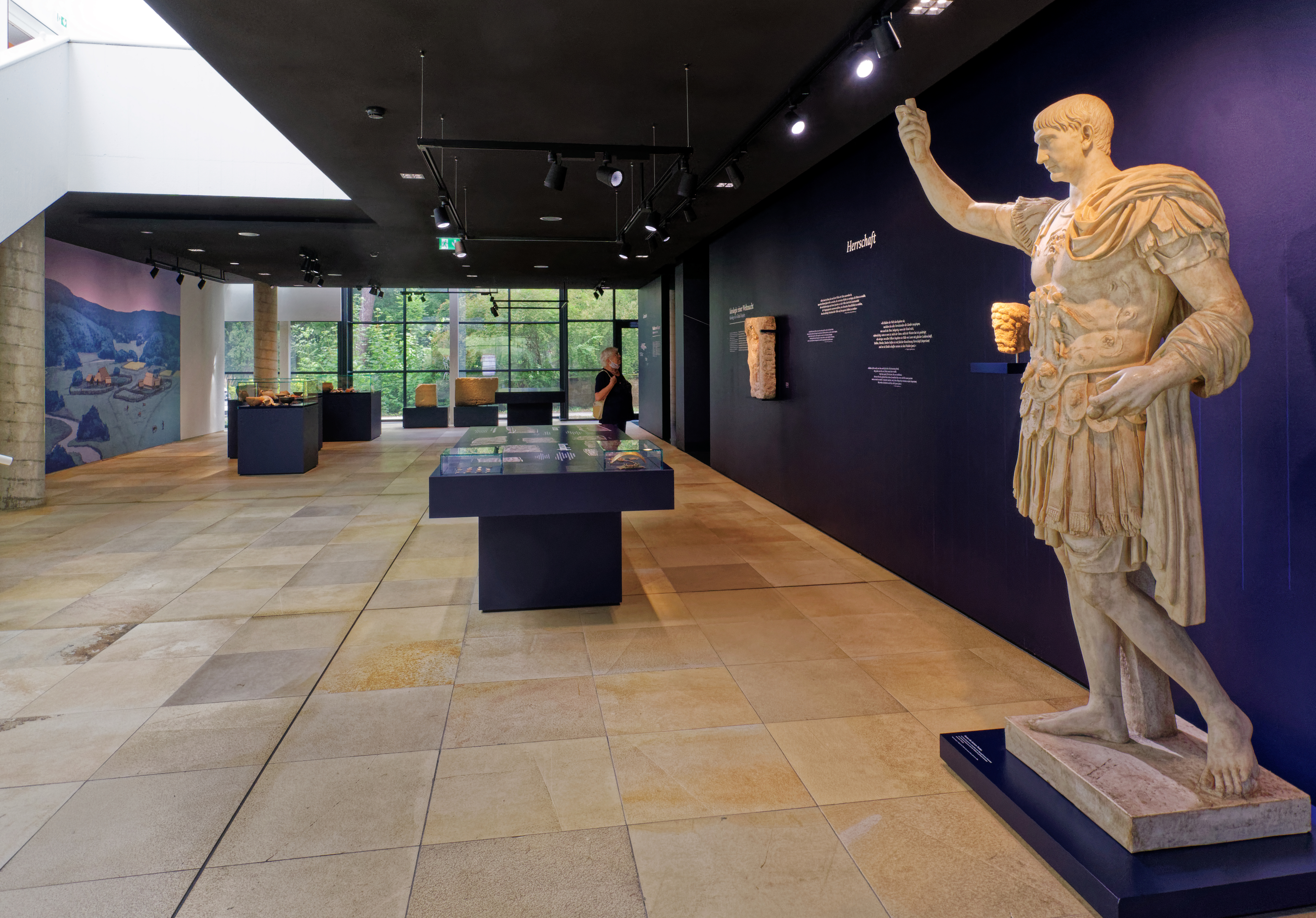
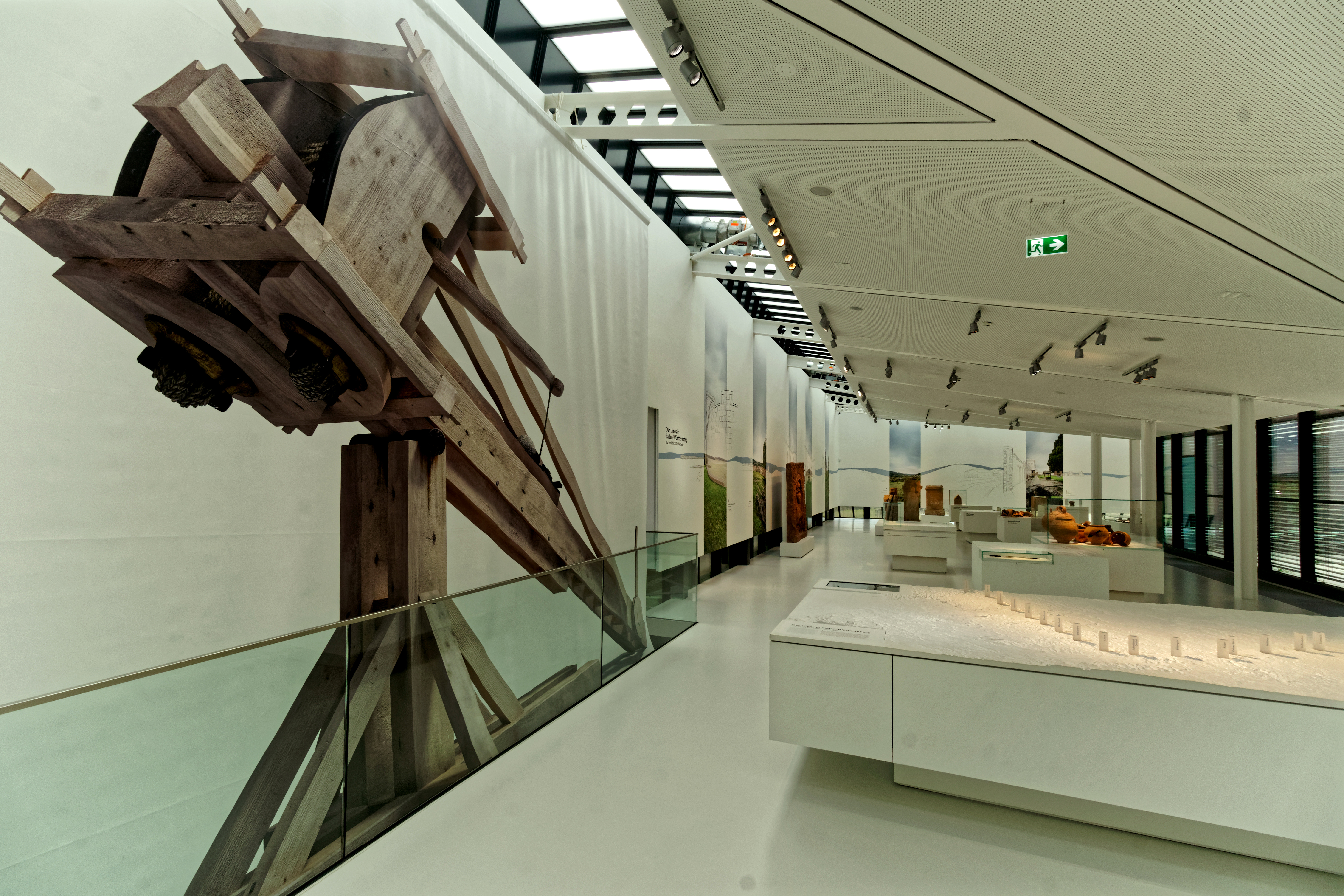
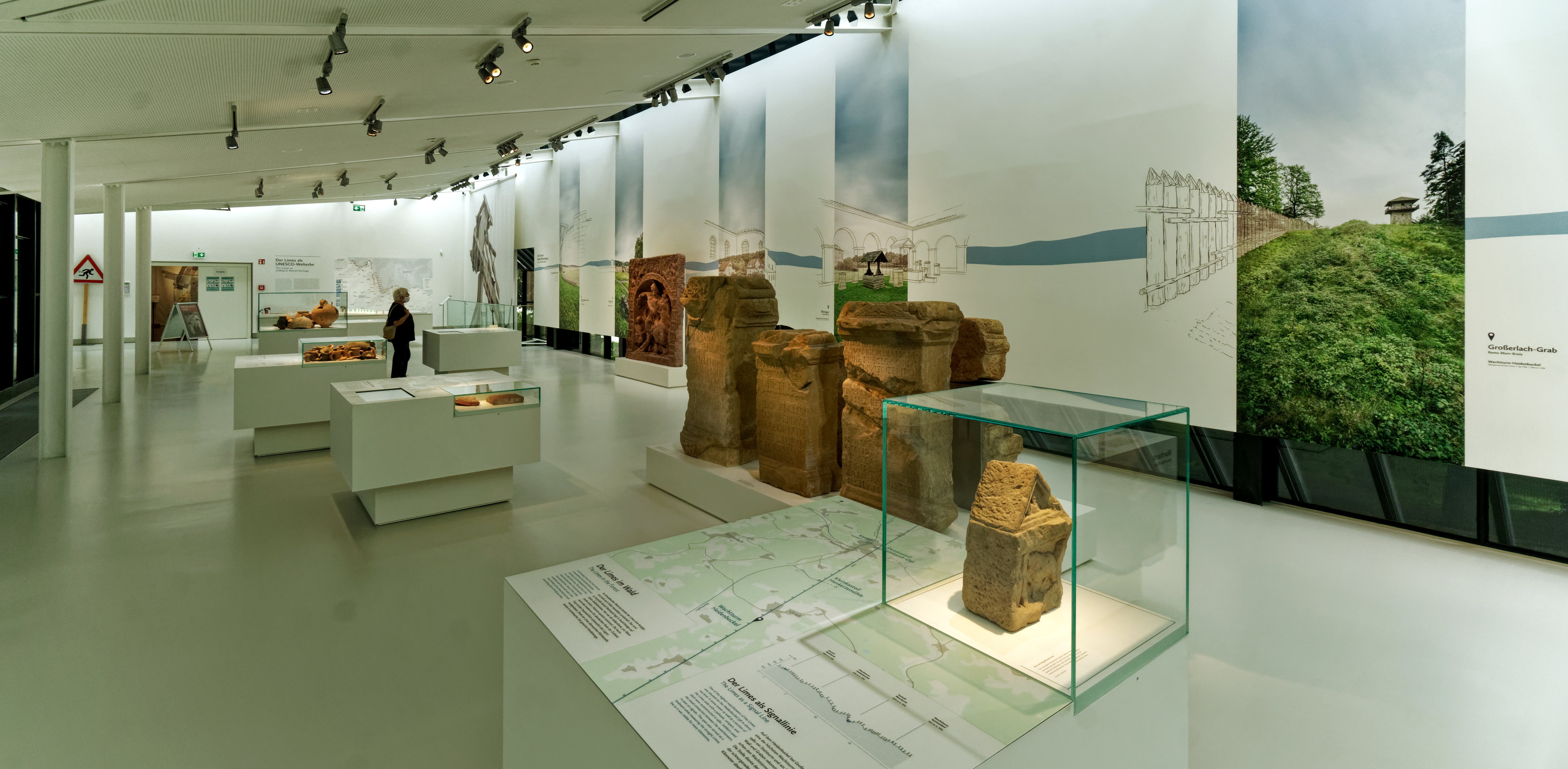

### Freigelände

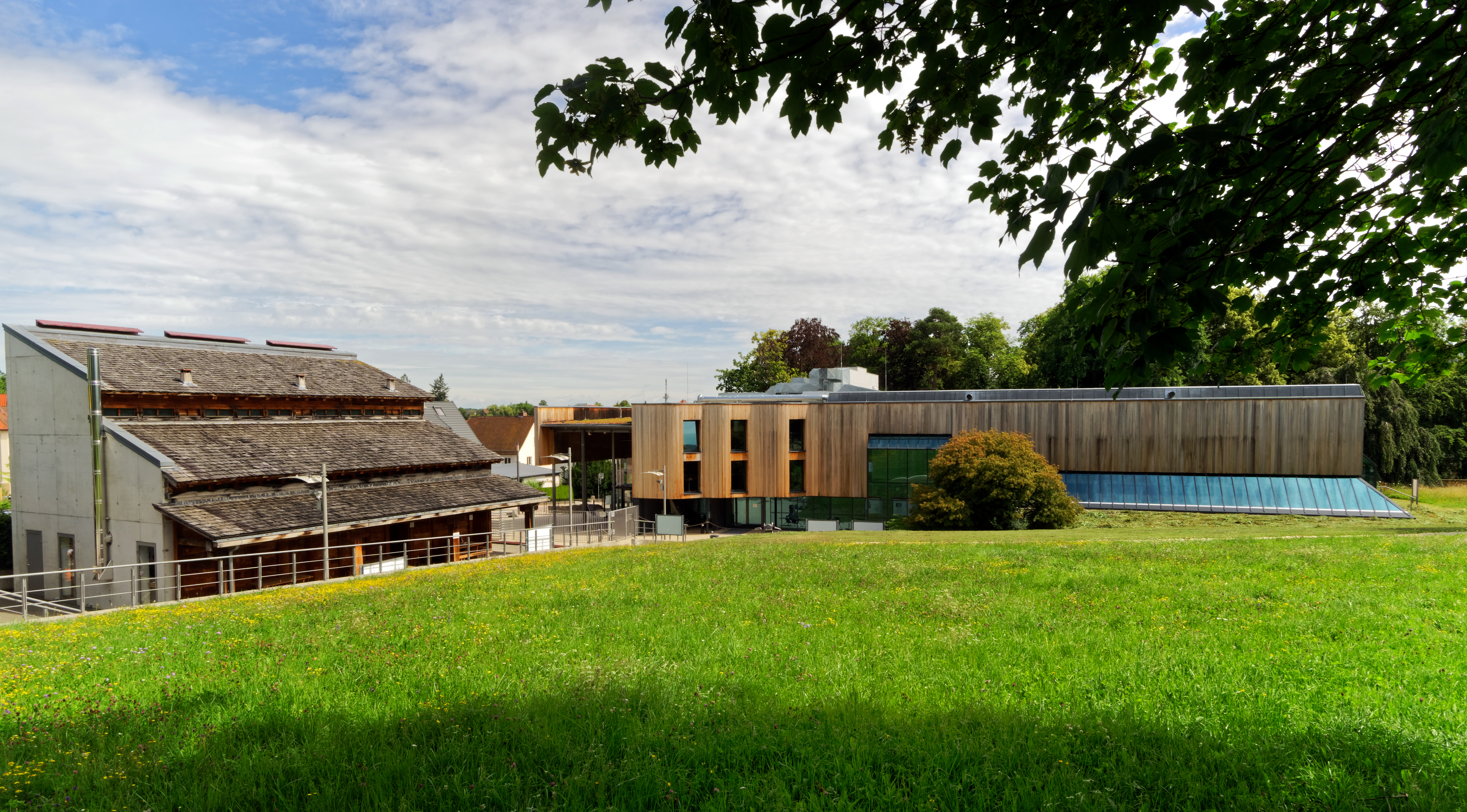
Rekonstruktion einer Mannschaftsbaracke und Museumsgebäude.

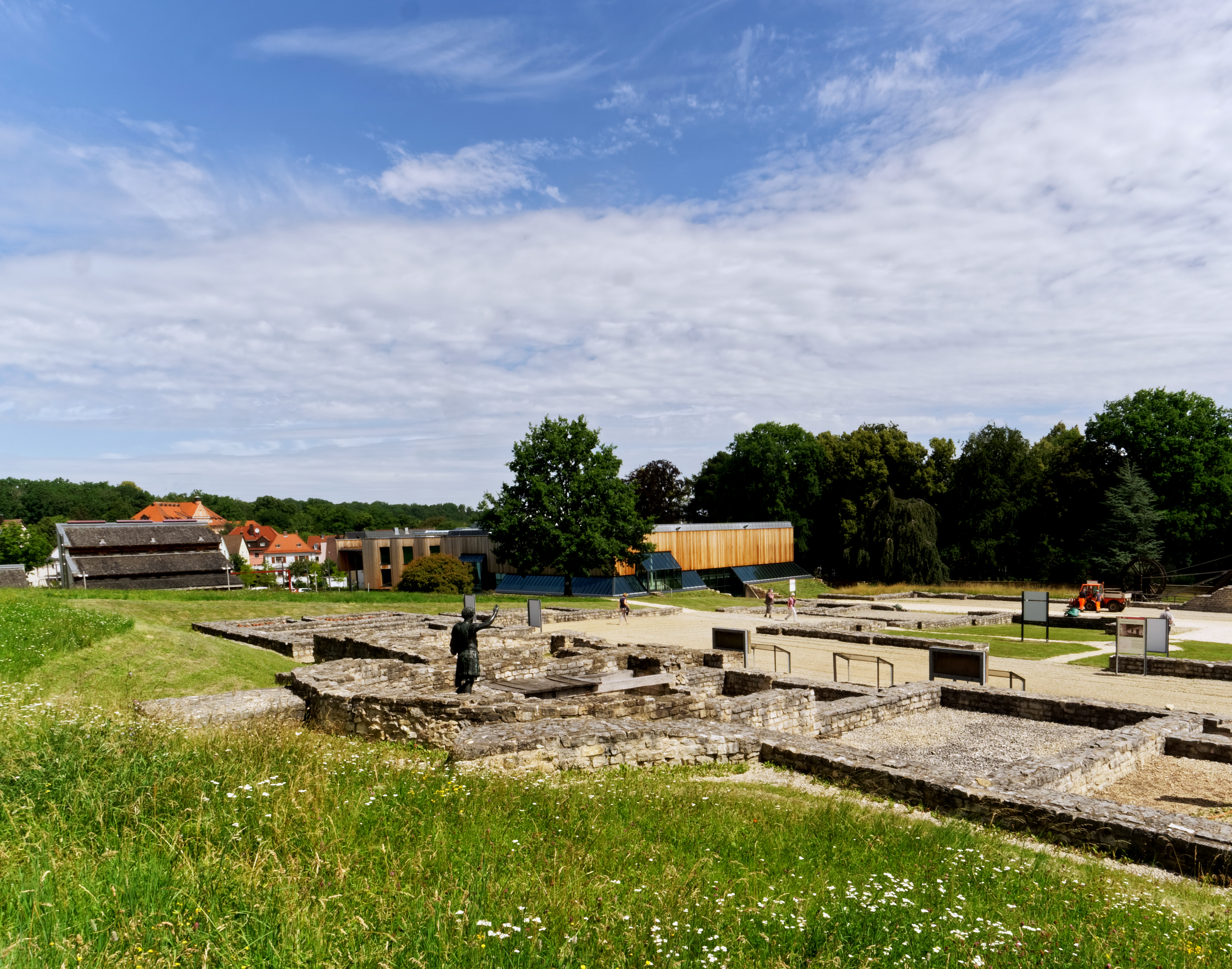
Außenanlage, Grundmauern des Stabsgebäudes

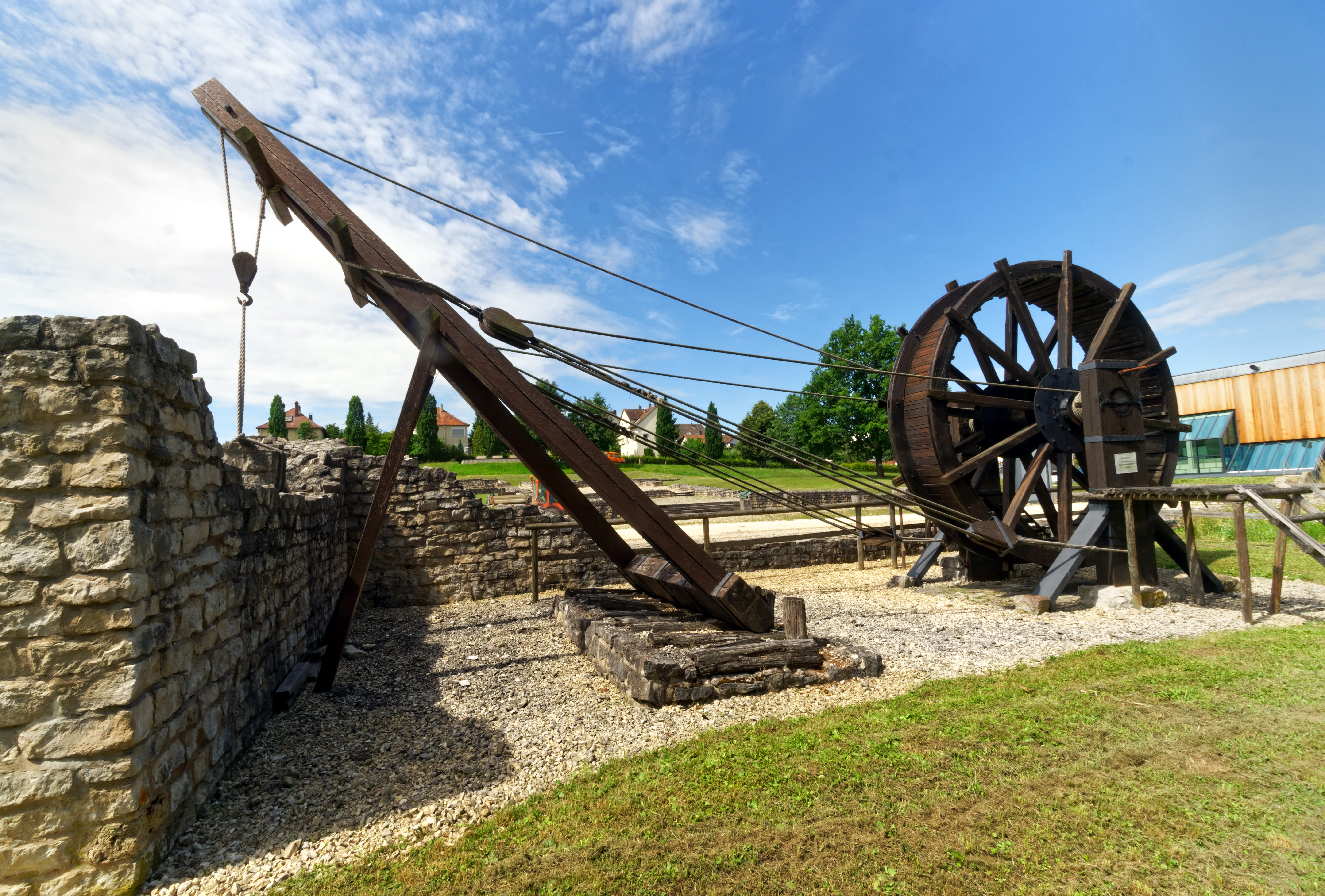
„Römischer“ Baukran in der Außenanlage

Das Freigelände liegt als archäologischer Park auf dem vor Überbauung gesicherten Mittelteil des ehemaligen Kastells, den Latera praetorii. Dort führt ein beschilderter Rundweg zu den freigelegten, in situ teilrekonstruierten Resten des ehemaligen Stabsgebäudes (Principia) sowie zu einem modellhaft errichteten Abschnitt einer ehemaligen Mannschaftsbaracke. Die Teilrekonstruktion der Mannschaftsbaracke entstand im Spätsommer 2005 an der Stelle, an der sich in der Antike zwei Wirtschaftsgebäude befanden, die 2004 archäologisch untersucht wurden. Da aus Aalen aufgrund der Überbauung kein entsprechender Befund bekannt ist, wurde die Baracke auf Grundlage der Ausgrabungen im Kastell Heidenheim, in dem die einst in Aalen stationierte Reitertruppe Ala II Flavia ursprünglich gelegen hatte, geplant und ausgeführt.
Vor dem einst mächtigen rechteckigen Mehrzweckbau, der dem Stabsgebäudes vorgelagert war, wurde zu Anschauungszwecken ein hölzerner römischer Baukran aufgestellt. Entlang des Rundweges oberhalb des einstigen Fahnenheiligtums sind Nachbildungen bedeutender Steindenkmäler von verschiedenen Plätzen des Obergermanisch-Raetischen Limes aufgestellt, darunter die beiden Bauinschriften des Aalener Kastells, der Grabstein des Victorinus Longinus aus der Ala II Flavia (Fundort Augsburg), ein Weiherelief für die Göttin Epona aus Beihingen am Neckar sowie die Statuengruppe vom Wachtposten 10/37 „In der Schneidershecke“.
Das Freigelände ist Schauplatz der zweijährlich stattfindenden Römertage-Festspiele.

### Sonderausstellungen (Auswahl)
- 2010: Ton + Technik – Römische Ziegel.[16]
- 2013: Caracalla. Kaiser, Tyrann, Feldherr.[17]
- 2014: Gebrochener Glanz – Römische Großbronzen am UNESCO-Welterbe Limes
- 2019: Zwischen Kastell und Stadt – Aalen nach den Römern
- 2020/21: Der Tod aus dem Nichts – Antike Geschütze
- 2022: Mehr als nur Europa – Horst Haitzinger und die Antike in politischen Karikaturen
- 2023/24: Victoria! Der römische Sieg und seine göttlichen Garanten

## Statistik

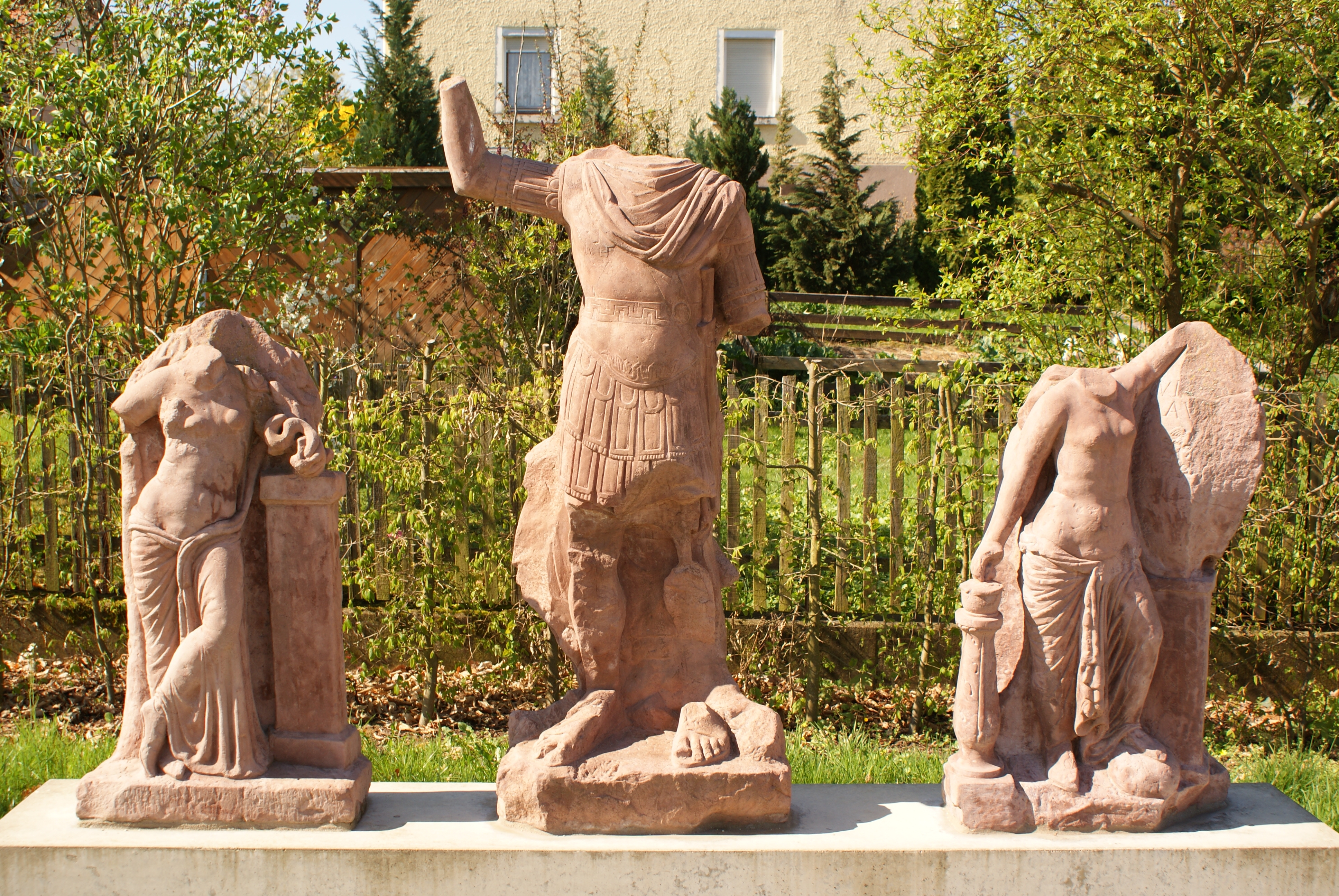
Statuengruppe von Wp 10/37 am Odenwaldlimes (Nachbildung) im Freigelände des Museums

Die Ausstellungsfläche beträgt 1500 m³. Das Museum hat jährlich etwa 40.000 Besucher, davon etwa 15.000 Schüler.

### Zum Museum
- Philipp Filtzinger: Limesmuseum Aalen. Gesellschaft zur Förderung des Württembergischen Landesmuseums Stuttgart, Stuttgart 1991.
- Philipp Filtzinger: Aalen (AA) – Limesmuseum. In: Philipp Filtzinger (Hrsg.): Die Römer in Baden-Württemberg. 3. Auflage, Theiss, Stuttgart 1986. ISBN 3-8062-0287-7, S. 210f.
- Martin Kemkes: Die fünf römischen Zweigmuseen. Der Limes und sein Hinterland. In: Archäologisches Landesmuseum Baden-Württemberg. 30 Jahre. Konstanz 2021, ISBN 978-3-00-072320-9, S. 70–91.
- Dieter Planck: Aalen (AA) – Kastell für 1000 Reiter. In: Dieter Planck (Hrsg.): Die Römer in Baden-Württemberg. Römerstätten von Aalen bis Zwiefalten. Konrad Theiss Verlag, Stuttgart, 2005. ISBN 3-8062-1555-3, S. 9–18.
- Martin Kemkes und Judith Wötzel: RÖMER LIMES WELTERBE – Das Limesmuseum Aalen. Nünnerich-Asmus Verlag & Media, Oppenheim am Rhein 2024. ISBN 978-3-96176-282-8.

### Schriftenreihe
Das Museum gibt zusammen mit der Gesellschaft für Archäologie in Württemberg und Hohenzollern und der Stadt Aalen in unregelmäßiger Folge die Fachpublikation Die Limesreihe – Schriften des Limesmuseums Aalen (früherer Titel: Kleine Schriften zur Kenntnis der römischen Besetzungsgeschichte Südwestdeutschlands) zur römischen Geschichte Südwestdeutschlands heraus. Die Reihe richtet sich besonders an Laien und Interessierte. Jedes Heft beleuchtet üblicherweise einen zentralen Aspekt der römischen Geschichte Süddeutschlands.